# Maaouia
Maaouia est une commune de la wilaya de Sétif en Algérie.

## Histoire

### Guerre d'Algérie
La commune compte 168 morts (considérés comme martyrs en Algérie) durant la Guerre d'Algérie opposant les maquisards du FLN contre l'armée française[réf. nécessaire].
La population de Maaouia descend en partie de la tribu arabe Hilalienne
Notes et références
1. ↑  « Décret executif n° 91-306 du 24 août 1991 fixant la liste des communes animées par chaque chef de daïra. 19 - Wilaya de Sétif », Journal officiel de la République Algérienne, 4 septembre 1991 (consulté le 11 mars 2020), p. 1304
2. ↑  « Wilaya de Sétif : répartition de la population résidente des ménages ordinaires et collectifs, selon la commune de résidence et la dispersion ». Données du recensement général de la population et de l'habitat de 2008 sur le site de l'ONS.
3. ↑  Revue Africaine, Le Royaume d'Alger sous le dernier bey, 1897, 138 p. (lire en ligne)